# John Franklin

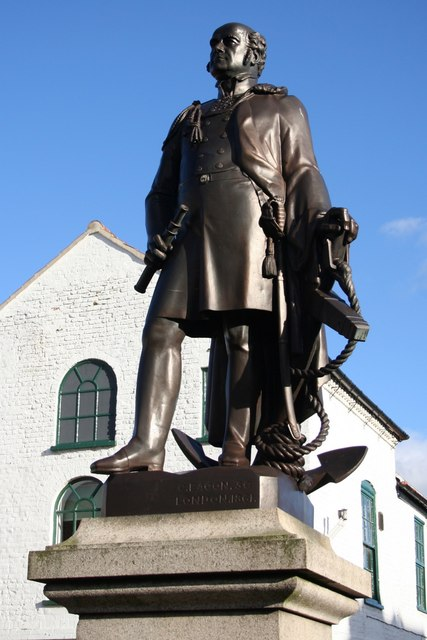
Szobra szülővárosában

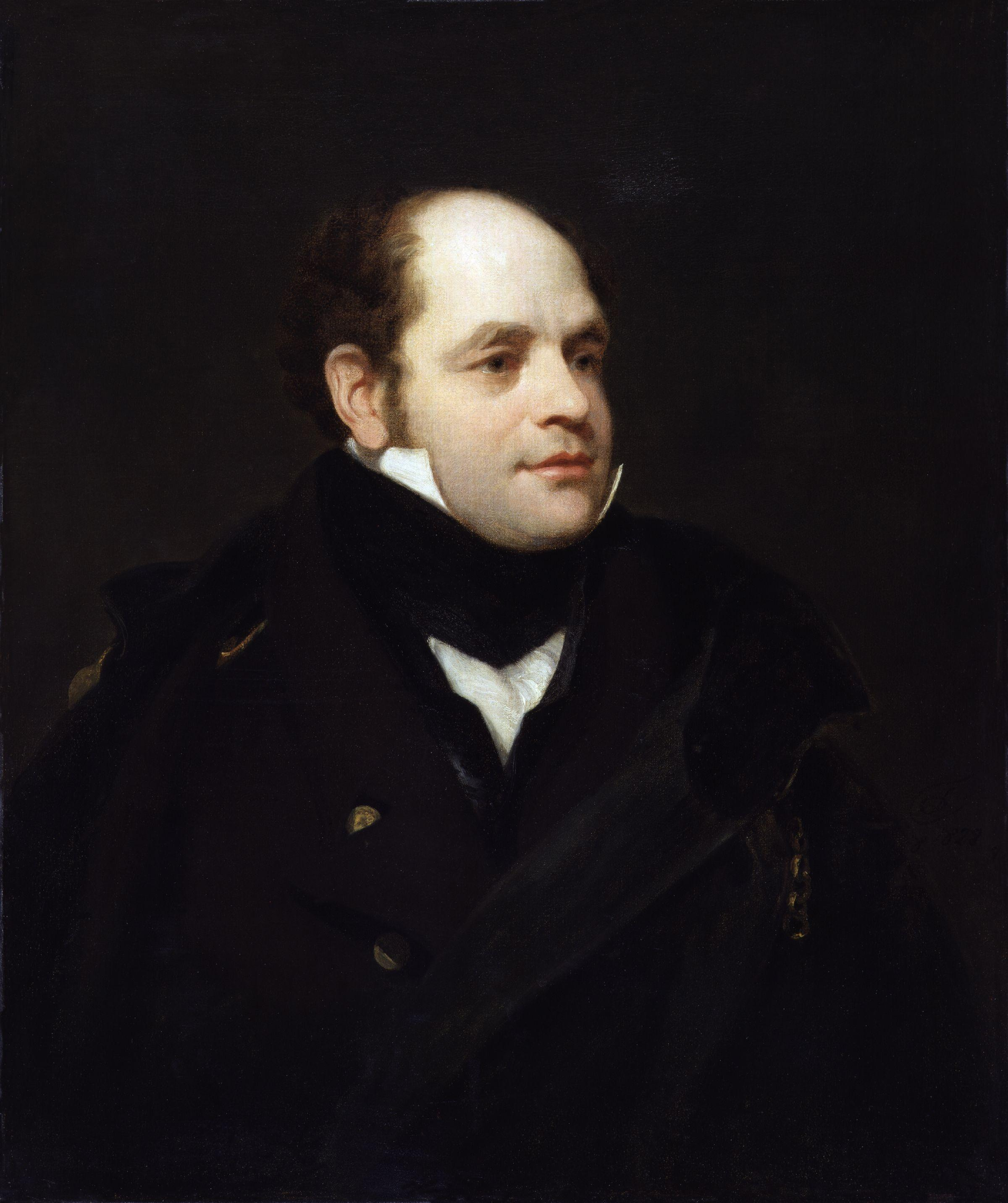
Thomas Phillips (1770–1845): John Franklin (1828, National Portrait Gallery

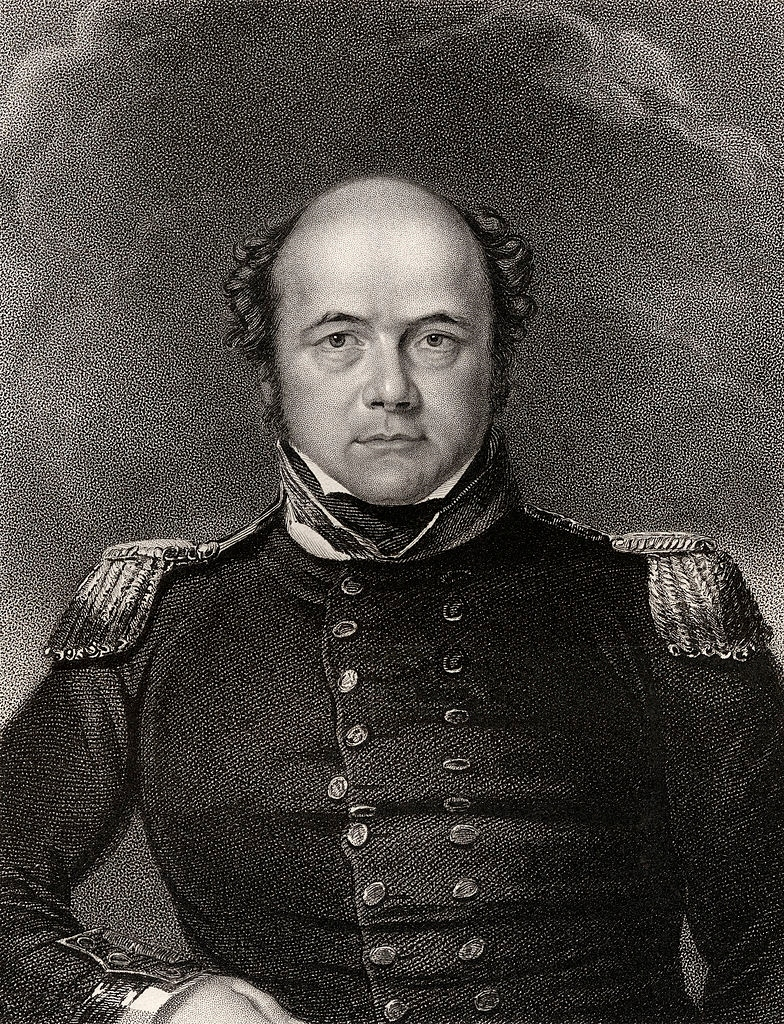
Sir John Franklin (1845 előtt) — James Thomson (1787–1850) rézmetszete(?) William Derby (1786–1847) festménye alapján

John Franklin (1828-tól Sir John Franklin, Spilsby, 1786. április 16. – Vilmos király sziget közelében, 1847. június 11.) angol utazó, felfedező, sarkkutató.

## Élete
Részt vett 1803-ban Flinders utazásában, 1805-ben ott volt Trafalgárnál, 1815-ben New Orleansnál.
Először 1818-ban, David Buchan sikertelen expedíciójának másodtisztjeként járt az északi sarkvidéken. Céljuk az Északi-sark megközelítése volt (ti. akkoriban úgy vélték, hogy azt jégpáncél nélküli tenger veszi körül), de hajóik, a Dorothea és a Trent csak a Spitzbergákig jutottak.
1819-ben Sir George Back és Sir John Richardson partnereként szárazföldi expedíciót szervezett. A Hudson-öböl délnyugati partján épült York Factory településről indultak el, az Atapaszka-tó és a Nagy Rabszolga-tó érintése után a Rézbánya-folyó (Coppermine river) mentén jutottak el a Coronation-öbölbe. 1820-ban el is érte a keresett helyet, és onnan tovább haladva 900 km-nyi partvonalat kutatott át egész a Turnagain-fokig, ahonnan élelmiszere fogytával visszafordult. 1822-ben jutott vissza Angliába. Az úton az expedíció húsz résztvevője közül tizenegy odaveszett.
1825-ben Backkel és Richardsonnal visszatért a Nagy Rabszolga-tóhoz, hogy hajózható utat keressen a Mackenzie folyótól a Bering-szoros felé, ahonnan Beechey kapitánynak kellett volna őt támogatni. A Mackenzie folyón leereszkedtek a Beaufort-tengerre, és nyugat felé feltérképezték a kontinens partvidékét a Barrow-fokig. Újabb partok fölfedezése közben nevezetes mágneses megfigyeléseket tett és dús természettudományi gyűjteményekkel tért vissza 1829-ben Angliába, ahol nagy kitüntetéseket kapott: lovaggá ütötték és a párizsi földrajzi társaság aranyérmét is megkapta.
1834–1845 között a Van Diemen-föld (Tasmania) kormányzója volt, amíg fel nem kérték, hogy vezessen expedíciót az Északnyugati átjáró felkutatására.
1845-re a kanadai sarkvidék ismeretlen területei egy 18 300 km²-es négyszögre zsugorodtak. Franklin ide akart behajózni a Lancaster-szoroson, majd nyugatra és dél felé, ahogy a jég és a szigetek elhelyezkedése engedi, hogy mintegy 1670 km-es utat megtéve keljen át az északnyugati átjárón. Azzal az utasítással küldték ki, hogy Parry első útját követve a Bering-szoros felé vitorlázzon. Az Erebus és Terror hajókkal, Crozier és Fitzjames kapitányokkal indult leghíresebb útjára, amin 158 fős kíséretével együtt odaveszett. 1845. július 26-án még találkozott a Melville-öbölben egy cethalászhajóval; azzal küldte Angliába utolsó üzenetét. 1846-ban hírét sem hallották, de azért még nem féltették. Mikor azonban 1847 és 1848 nyara is elmúlt anélkül, hogy hallottak volna róla, neje és barátai Angliában nagy mozgalmat indítottak fölkeresésére. Az addig ismeretlen terület nagy részét az eltűntek felkutatására indított hajók derítették fel.
Eleinte sem a tengeren, sem a szárazföldön nem találták nyomát. Csak 1850 augusztusában találták meg a Beechey-szigeten első telelésének helyét és az expedíció három tagjának sírját. 1854-ben a Hudson-öböl Társaság orvosa, John Rae, aki az 1851-es, Franklin expedíciója utáni kutatást vezette, azt hallotta az eszkimóktól, hogy a Nagy Hal-folyótól 10-12 napi járásnyira 1850 tavaszán sok fehér ember pusztult el. Később olyan ezüstkanalakat mutattak neki, amelyeken az expedíció tisztjeinek neve volt kivésve; ebből és egyéb jelekből meggyőződött, hogy az expedíció egy része csakugyan elveszett. 1855-ben a Hudson-öböl-társaság küldött ki egy hajót az elveszettek nyomozására, de sikertelenül. Az angol tengernagyi hivatal ez időtől az expedíció tagjait halottaknak tekintette. Lady Franklin azonban 1857-ben M'Clintock kapitánnyal egy csavargőzöst küldött nyomaik felkutatására. 1859-ben M'Clintock talált tudósítást, amelyet Crozier és Fitzjames írt, és amelyből kitűnt, hogy a hajók 1846. szeptember 12-én Vilmos király földjénél befagytak. Franklin ott meghalt, a túlélők 1848 áprilisában hagyták el a befagyott hajókat. M'Clintock a parton követte az elveszettek nyomát, és sok jelét találta elpusztulásuknak. Ereklyéket cserélt az eszkimóktól, és végül szeptemberben közölte az angol nemzettel a kutatás szomorú eredményeit.
1954 és 1966 között Sir John Franklin portréja szerepelt az utolsó ausztrál 5 fontos bankjegyen.

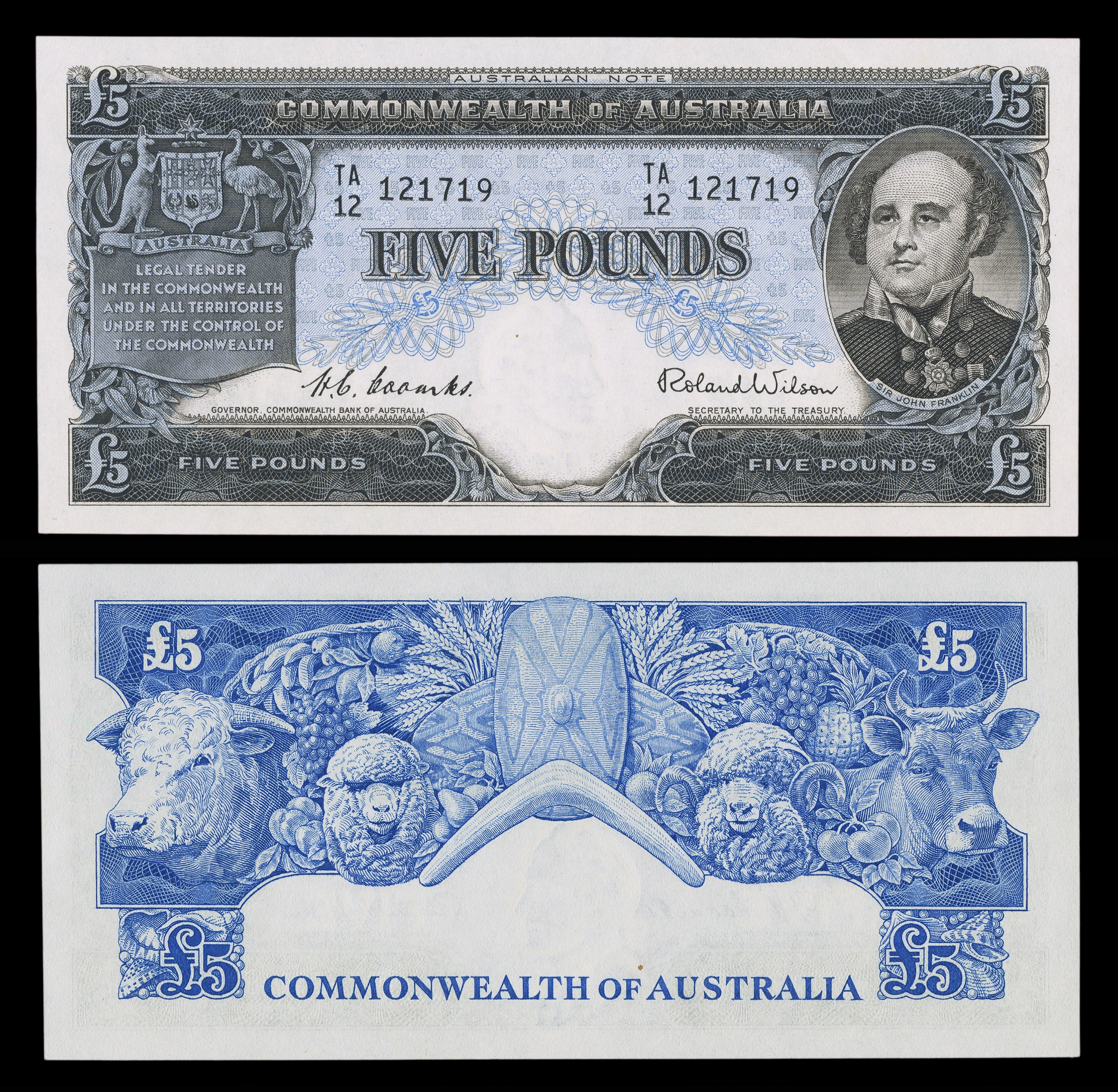
Az ausztrál font utolsó 5 fontos címletű bankjegyén 1954 és 1966 között Sir John Franklin portréja szerepelt fő motívumként.